# Bonnières-sur-Seine
Bonnières-sur-Seine – miejscowość i gmina we Francji, w regionie Île-de-France, w departamencie Yvelines.
Według danych na rok 1990 gminę zamieszkiwało 3437 osób, a gęstość zaludnienia wynosiła 449 osób/km² (wśród 1287 gmin regionu Île-de-France Bonnières-sur-Seine plasuje się na 386. miejscu pod względem liczby ludności, natomiast pod względem powierzchni na miejscu 509.).